# Bitwy o Ilanijję
Bitwy o Ilanijję (zwana także Bitwą o Szajara) – starcia zbrojne, które miały miejsce podczas I wojny izraelsko-arabskiej (9–12 czerwca i 9-18 lipca 1948 r.) pomiędzy Siłami Obronnymi Izraela a Arabską Armią Wyzwoleńczą o moszaw Ilanijja. Arabskie ataki zostały odparte, a moszaw Ilanijja służył izraelskiej armii do prowadzenia dalszych operacji w Górnej Galilei.

## Tło wydarzeń
Moszaw Ilanijja jest położony w Dolnej Galilei, w pobliżu południowo-wschodniej krawędzi Doliny Bik'at Tu'an. Leży przy ważnym strategicznym skrzyżowaniu łączącym odległe o 11 kilometrów na zachód miasto Nazaret z odległym o 12 kilometrów na wschód miastem Tyberiada. Była to strategiczna droga łącząca żydowską społeczność żyjącą w rejonie Hajfy i wybrzeża Morza Śródziemnego z żydowskimi osiedlami położonymi w Galilei. Moszaw Ilanijja był otoczony z trzech stron przez arabskie wioski Asz-Szadżara, Lubja i Kafar Sabat.
Podczas wojny domowej w Mandacie Palestyny na przełomie 1947 i 1948 roku, w arabskich wioskach stacjonowały siły Arabskiej Armii Wyzwoleńczej, które paraliżowały żydowską komunikację w całym obszarze. W dniu 24 lutego 1948 roku rozbity został tutaj żydowski konwój. Od tego dnia cała komunikacja w rejonie moszawu Ilanijja ustała. Aby przeciwdziałać temu zagrożeniu, w dniu 6 maja siły żydowskiej organizacji paramilitarnej Hagana zdobyły i zniszczyły wioskę Asz-Szadżara. Wzmocniono wówczas obronę Ilanijji oraz wybudowano system prowizorycznych fortyfikacji. Obrona opierała się na wysuniętych posterunkach obserwacyjnych oraz linii rozciągniętych wokół moszawu stanowisk obronnych. Pozycji tych bronili żołnierze Brygady Golani. Na początku I wojny izraelsko-arabskiej w maju 1948 roku do zniszczonej wioski Asz-Szadżara i sąsiedniej Lubja powróciły siły Arabskiej Armii Wyzwoleńczej. Stacjonowały tutaj dwie kompanie Regimentu Hittin, których głównym celem było otworzenie drogi dla sił arabskich z Nazaretu w kierunku na Tyberiadę. Zdobycie moszawu Ilanijja było kluczowym celem do osiągnięcia tego zadania. Tymczasem od początku wojny, z południowej części Wzgórz Golan nacierały siły syryjskiego korpusu ekspedycyjnego, które usiłowały poprzez Dolinę Kinaret od południa dotrzeć do Tyberiady. W dniach 15-21 maja doszło bitwy o dolinę Kinnarot, która zakończyła się taktycznym patem. Wojska syryjskie przegrupowały wówczas swoje siły na północ od jeziora Tyberiadzkiego przygotowując natarcie na moszaw Miszmar ha-Jarden (bitwa o Miszmar ha-Jarden – 10 czerwca). Po zdobyciu mostu na rzece Jordan, wojska syryjskie miały przeciąć drogę łączącą Dolną Galileę z doliną Hula. Kontynuując dalej natarcie w kierunku Safedu, planowano uzyskać połączenie z siłami Arabskiej Armii Wyzwoleńczej i wojskami libańskimi. Równocześnie Arabska Armia Wyzwoleńcza miała zaatakować od zachodu dążąc do otwarcia drogi do Tyberiady.

## Przebieg I bitwy
Izraelskie dowództwo widząc arabskie przygotowania do natarcia, postanowiło przeprowadzić wyprzedzający atak i 9 czerwca spróbować zająć strategiczną arabską wioskę Lubja, położoną przy drodze z Tyberiady do moszawu Ilanijja. Atak przeprowadziły dwie kompanie piechoty z Brygady Golani, wspierane ciężkimi karabinami maszynowymi, jednym moździerzem i dwoma działami Napoleonchik (kaliber 65 mm). Atak planowano przeprowadzić na południowo-wschodnią część wioski, i po przełamaniu linii obronnych włamać się do jej centrum. Równocześnie kolumna kilku opancerzonych samochodów miała wjechać do wioski drogą od wschodu. Następnie kolumna pojazdów miała dostarczyć zaopatrzenie i posiłki do moszawu Ilanijja. Izraelskie natarcie rozpoczęło się o godzinie 4:50 w nocy z 9 na 10 czerwca. Atak rozpoczął się od ostrzału artyleryjskiego i moździerzowego wioski, w wyniku czego utracono element zaskoczenia. Kiedy izraelscy żołnierze rozpoczęli natarcie, wszystkie arabskie pozycje obronne były już obsadzone. Równocześnie drogą z Nazaretu zaczęły docierać arabskie posiłki. Starcia trwały przez cały dzień. Arabowie zaatakowali izraelską kolumnę pojazdów opancerzonych, zmuszając ją do zawrócenia do Tyberiady. Około godziny 15:00 izraelskie dowództwo zrozumiało, że dalsze ataki są pozbawione sensu, i rozkazało odwrót sił. W bitwie zginęło 21 izraelskich żołnierzy.
Fauzi al-Kawukdżi postanowił wykorzystać izraelskie niepowodzenie i nakazał natychmiastowe przegrupowanie sił Arabskiej Armii Wyzwoleńczej z Nazaretu i wioski Illabun w rejon zniszczonej wioski al-Szajary. O godzinie 10:00 w dniu 11 czerwca zaczynał obowiązywać pierwszy rozejm, jednak al-Qawuqji nie uważał się za związanego decyzjami ONZ. O godzinie 9:15 rano izraelskie wysunięte posterunki obserwacyjne przy moszawie Ilanijja dostrzegły kolumnę 50 samochodów, którymi przyjechało kilkuset arabskich ochotników. Wkrótce potem rozpoczął się ostrzał moździerzowy i artyleryjski pozycji obronnych położonych na północ i zachód od moszawu. Kolejne arabskie ataki spowodowały liczne straty wśród obrońców, którzy musieli wycofać się do Ilanijji. Na wieść o trudnej sytuacji obrońców, z pobliskiego żydowskiego osiedla Jawne’el natychmiast wyruszył pojedynczy samochód pancerny z kilkoma żołnierzami, lekarzem i zapasem amunicji. Samochód przedzierał się przez arabskie pozycje strzelając do wszystkiego wokół siebie, zdołał jednak dotrzeć do Ilanijji. W trakcie tego rajdu zginął jednak lekarz, dr Isaiah Morris. W nocy siły arabskie wycofały się, prawdopodobnie z powodu ciężkich strat. Rankiem 12 czerwca izraelscy żołnierze ponownie zajęli opuszczone pozycje obronne. Przez cały dzień trwała jeszcze wymiana ognia i 13 czerwca doszło do zawieszenia broni.

## Przebieg II bitwy
Okres zawieszenie broni Izraelczycy wykorzystali do rozbudowy fortyfikacji obronnych moszawu Ilanijja. Siły obrońców wzmocnił 12 Batalion Brygady Golani, pod dowództwem Nahuma Golan.
W dniu 9 lipca 1948 atak na Ilanijję rozpoczęły siły Arabskiej Armii Wyzwoleńczej oraz kilku lokalnych arabskich milicji. Ogółem było to około 800 arabskich ochotników, których wspierało 8 samochodów pancernych, 6 transporterów opancerzonych, ciężkie karabiny maszynowe, moździerze oraz kilka samolotów irackich. Arabskie ataki były prowadzone nieustannie od północy, zachodu i południa. Część pozycji obronnych została zniszczona, jednak Ilanijja nie padła. Moszaw kilkakrotnie został zbombardowany.
Fauzi al-Kawukdżi był tak bardzo pochłonięty tymi walkami, że zupełnie nie zwracał uwagi na prowadzoną w Zachodniej Galilei izraelską operację militarną operację „Dekel” (9-18 lipca), w trakcie której w dniu 16 lipca Izraelczycy zajęli miasto Nazaret. Tego samego dnia posterunki obserwacyjne moszawu Ilanijja zaobserwowały wzmożony ruch samochodów na drodze z Nazaretu do Illabun. 17 lipca arabska artyleria wstrzymała ostrzał i rozpoczęła odwrót do Górnej Galilei. Następnego dnia siły izraelskie zajęły okoliczne arabskie wioski, odblokowały moszaw Ilanijję i otworzyły drogę do Tyberiady.

## Reakcje i następstwa
Bitwa o Ilanijję zakończyła się zwycięstwem Izraelczyków. Obrona tego moszawu okazała się decydująca dla sukcesu prowadzonej równolegle operacji „Dekel”, dzięki której wojska izraelskie opanowały Dolną Galileę. Izraelskim żołnierzom nie udało się jednak uszczelnić pierścienia okrążenia wokół Nazaretu i Fauzi al-Kawukdżi wraz z większością swoich sił zdołał uciec do Górnej Galilei.